# 히마와리와 나의 7일
《히마와리와 나의 7일》(일본어: ひまわりと子犬の7日間)은 2013년 공개된 일본의 영화이다.

## 출연

### 주연
- 사카이 마사토
- 나카타니 미키
- 덴덴

### 조연
- 와카바야시 마사야스
- 요시유키 카즈코
- 나츠야기 이사오
- 쿠사무라 레이코
- 히다리 토키에
- 단 레이
- 콘도우 리사
- 후지모토 카나타
- 코바야시 넨지

## 기타
- 조감독: 이시카와 카츠미
- 미술: 니시무라 타카시